# Laborc (folyó)
A Laborc (szlovákul: Laborec) a Latorca jobb oldali mellékfolyója Szlovákiában. A Bodrog vízgyűjtő területéhez tartozik.
Az Északi-Kárpátok keleti részéből három folyó tart Magyarország felé: a Tapoly, ami később az Ondava folyóval egyesül, és a Laborc, később fölvéve az Ukrajnában eredő Ung vizét, és belefolyik a szintén Kárpátalja felől jövő Latorca folyóba. A Latorca és az Ondava egyesülése után a folyót Bodrognak hívják. A folyó vizét a Vajáni hőerőműben használják hűtővízként.

## Folyó menti települések
- Nagycsertész (Čertižné)
- Mezőlaborc (Medzilaborce)
- Homonna (Humenné)
- Barkó (Brekov)
- Őrmező (Stražske)
- Nagymihály (Michalovce)
- Lasztomér (Lastomír)
- Pályin (Palín)
- Vaján (Vojany)